# 이케가미 시로

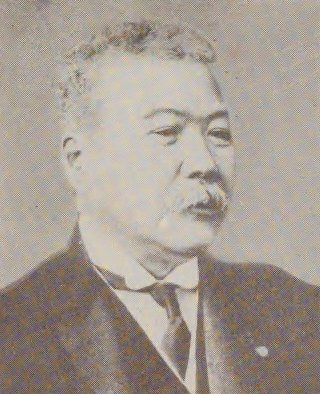
이케가미 시로

이케가미 시로(일본어: 池上四郎, 1857년 5월 11일 ~ 1929년 4월 4일)는 일본 제국의 경찰관, 정치인이다. 제6대 오사카 시장, 제6대 조선총독부 정무총감을 역임하였다. 형은 검사 이케가미 사부로(池上三郎)이며 사위는 내무성 관료 이시가와 긴조(石川銀蔵)이고 후미히토 친왕비 기코(文仁親王妃紀子)는 증손이다.
| 전임 기모쓰키 가네유키 | 제6대 오사카 시장 1913년 10월 15일 ~ 1923년 11월 9일 | 후임 세키 하지메 |